# Rocher
Rocher är en kommun i departementet Ardèche i regionen Auvergne-Rhône-Alpes i sydöstra Frankrike. Kommunen ligger  i kantonen Largentière som ligger i arrondissementet Largentière. År 2022 hade Rocher 296 invånare.

## Befolkningsutveckling
Antalet invånare i kommunen Rocher
Referens: INSEE